# دهستان تمشکل
تمشکل، دهستانی است از توابع بخش نشتا شهرستان تنکابن در استان مازندران کشور ایران.

## جمعیت
بر اساس سرشماری مرکز آمار ایران در سال ۱۳۹۵ جمعیت آن ۱۱٫۳۹۴ نفر (۳٫۷۵۵ خانوار) بوده است.